# Codex Sangallensis 878
Cette page contient des caractères spéciaux ou non latins. S’ils s’affichent mal (▯, ?, etc.), consultez la page d’aide Unicode.
Pour le manuscrit en onciales grecques, voir Codex Sangallensis 48.
Le Codex Sangallensis 878 est un manuscrit conservé à l’abbaye de Saint-Gall. Il date du IXe siècle et provient probablement de l’abbaye de Fulda, en Allemagne. Il contient principalement des extraits de textes grammaticaux, dont l’Ars minor et l’Ars maior d’Aelius Donatus, les grammaires de Priscien et d’Alcuin, et l’Etymologiae d’Isidore de Séville. Il inclut également une présentation des alphabets grec et hébreu ainsi que des runes anglo-saxonnes et scandinaves, cette dernière sous la forme d’un bref poème runique connu sous le nom d’Abecedarium Nordmannicum.
La paternité du manuscrit est parfois attribuée à Walafrid Strabon dont le but était d’écrire un bréviaire. Walafrid Strabon était étudiant de Raban Maur à Fulda à partir de 827 ; en 838, il devient père supérieur de l’abbaye de Reichenau. Raban s’était déjà intéressé lui-même aux runes, comme l'atteste son traité Hrabani Mauri abbatis fuldensis, de inventione linguarum ab Hebraea usque ad Theodiscam (« de l’invention des langues, de l’hébreu à l’allemand »), identifiant les langues à leurs alphabets respectifs.

## L’Abecedarium Nordmannicum
Le texte original du poème runique fut détruit au XIXe siècle par les produits chimiques censés le préserver. Toutefois, un dessin de Wilhelm Grimm de 1828 permit de le retrouver. Sous l’en-tête ABECEDARIUM NORD figurent trois lignes présentant le Futhark récent (Derolez, 1965) :
```
ᚠ feu forman [wreat] | ᚢ ur after | ᚦ thuris thriten | ᚭ os ist imo | ᚱ rat end
                                       stabu |        oboro | os uuritan
ᚴ chaon thanne  ᚼ hagal ᚾ naut habet |ᛁ is ᛅ ar ᛋ endi sol
  diuet/cliuot
ᛐ [tiu] ᛒ brica ᛙ endi man | ᛚ lagu the leohto | ᛦ yr al bihabet
               midi
```

D’un point de vue linguistique, le texte est un mélange de vieux norrois, vieux saxon et vieux haut-allemand. Il est probablement basé sur un original danois, peut-être importé d’Hedeby en basse Allemagne, et adapté à l’idiome de ses lecteurs. L’époque de sa rédaction est marquée par des contacts de plus en plus importants entre les royaumes francs et le Danemark, nécessitant des interprètes pour les échanges économiques et politiques, ce qui explique la présence de runes nordiques dans un parchemin rédigé en onciales carolingiennes.
Le poème contient les noms des runes, reliés par quelques mots allitératifs en guise d’aide-mémoire. Les noms de runes subissent quelques variations, comme feu pour fé, rat pour reidh (anglo-saxon rad), chaon pour kaun, peut-être tiu pour tyr (anglo-saxon tiw), man pour madr (comme en anglo-saxon), lagu pour logr (comme en anglo-saxon).
On peut le traduire de la manière suivante :
« J’ai d’abord écrit ᚠ, ᚢ ensuite, ᚦ avec le troisième signe, ᚭ est suivant après lui, ᚱ est enfin écrit ; ᚴ ensuite adhère, ᚼ la grêle a [entraîne] le malheur [le besoin] ᚾ, ᛁ, ᛅ et ᛋ ; ᛐ, ᛒ et ᛙ au milieu [du groupe], ᛚ la claire, ᛦ clôt le tout. »